# Flagge Turkmenistans
Die Flagge Turkmenistans wurde in verwechselnd ähnlicher Form ab dem Jahre 1992 geführt. Die offizielle Einführung der heutigen Variante erfolgte am 24. Januar 2001.

## Symbolik
Am 27. Oktober 1991 erlangte Turkmenistan die Unabhängigkeit von der Sowjetunion, die neue Nationalflagge wurde erst 1992 eingeführt. Am 29. Januar 1997 wurden zwei Olivenzweige als Zeichen der Neutralität des Landes und der „friedliebenden Natur“ der Turkmenen in das Teppichmuster hinzugefügt, Halbmond und Sterne nun größer dargestellt. 2001 wurde das Seitenverhältnis vom „sowjetischen“ 1:2 zu 2:3 abgeändert. Die Sterne deuten nun alle mit einer Spitze senkrecht nach unten und sind, wie der Halbmond, wieder schmaler.
Die Flagge ist in ihrer Darstellung die komplexeste Nationalflagge aller Nationen. Der weiße Halbmond mit den fünf Sternen auf grünem Tuch weist auf die Turkvölker und die grüne Farbe auf den Islam hin. An der Liek sind fünf traditionelle Teppichmuster dargestellt, so genannte Guls, sie sind nach fünf Stämmen des Landes benannt. Nach anderen Deutungen stehen die fünf Sterne für die fünf Säulen des Islam und die fünf Teppichmuster (Guls) für die fünf Provinzen (Wilajets) von Turkmenistan. Die Olivenzweige am unteren Ende des Teppichmusters symbolisieren den Frieden und die Neutralität der Turkmenen. In einem turkmenischen Gesetz wird die Nationalflagge als „Symbol der Einheit und Unabhängigkeit der Nation und der Neutralität des Staates“ beschrieben.
Neben der Nationalflagge existieren noch eine Präsidentenflagge, die einen fünfköpfigen Adler enthält, und drei Militärflaggen, die sich an sowjetischen Mustern orientieren.

Flagge 1992–1997
Flagge 1997–2001
Flagge des Präsidenten
Flagge der Landstreitkräfte
Flagge der Luftstreitkräfte
Flagge der Seestreitkräfte

## Geschichte

Flagge der Turkmenischen SSR (1973–1991)

Ab 1894 war das gesamte Gebiet des heutigen Turkmenistans Teil des Russischen Reichs. Mit der Machtübernahme der Kommunisten wurde die Turkestanische ASSR gegründet, welche die späteren fünf zentralasiatischen Sowjetrepubliken einschloss. Am 17. Februar 1925 wurde die Turkmenische SSR gegründet. Sie verwendete zunächst nur die einfache Sowjetflagge, ab 1937 eine rote Flagge mit der goldenen Beschriftung T.S.S.R. und ab den 1940ern mit den kyrillischen Buchstaben TCCP.
Ab dem 1. August 1953 benutzte die Turkmenische SSR eine für die Sowjetrepubliken typische Variation der Flagge der Sowjetunion. Zur Sowjetflagge kamen als Zusatz zwei horizontale, hellblaue Streifen. Sie symbolisieren die Flüsse Amudarja und Atrek. Wie bei allen Sowjetflaggen wurden Stern, Hammer und Sichel auf der Rückseite der Flagge nicht abgebildet. Die Flagge der Turkmenischen SSR war noch bis 1992 in Gebrauch, als das Land bereits seine Unabhängigkeit erklärt hatte.